# Seznam jednotek sborů dobrovolných hasičů v okrese Česká Lípa
Celkový počet jednotek sborů dobrovolných hasičů v tomto okrese – 30.

## Seznam

### Jednotky požární ochrany kategorie II
Počet jednotek v této kategorii – 6
- II/1 JSDH Česká Lípa
- II/1 JSDH Cvikov (+ III/1)[1]
- II/1 JSDH Doksy (+ III/1)[1]
- II/1 JSDH Dubá (+ V/1)[2]
- II/1 JSDH Mimoň (+ III/1)[1]
- II/2 JSDH Nový Bor

### Jednotky požární ochrany kategorie III
Počet jednotek v této kategorii – 13
- III/1 JSDH Brniště
- III/1 JSDH Česká Lípa - Dobranov
- III/1 JSDH Holany
- III/1 JSDH Stružnice - Jezvé
- III/1 JSDH Kamenický Šenov
- III/1 JSDH Kravaře
- III/1 JSDH Kunratice u Cvikova
- III/1 JSDH Skalice u České Lípy
- III/1 JSDH Sloup v Čechách
- III/1 JSDH Stráž pod Ralskem (+ V/1)[3]
- III/1 JSDH Tuhaň
- III/1 JSDH Zákupy
- III/1 JSDH Žandov (+ V/1)[3]

### Jednotky požární ochrany kategorie V
Počet jednotek v této kategorii – 9
- V JSDH Bezděz
- V JSDH Horní Libchava
- V JSDH Krompach
- V JSDH Nový Oldřichov
- V JSDH Slunečná
- V JSDH Stvolínky
- V JSDH Staré Splavy (v 1999 sloučeno s II/1 JSDH Doksy)
- V JSDH Velenice
- V JSDH Velký Valtinov
- V JSDH Volfartice

### Jednotky požární ochrany kategorie VI
Počet jednotek v této kategorii – 2
- VI JSDH Bombardier Transportation Czech Republic, a.s. (Česká Lípa - Dubice)
- VI JSDH DIAMO, s.t. (Stráž pod Ralskem) (zrušeno k 23. březnu 2016)[4]
- VI JSDH Fehrer Bohemia, s.r.o. (Česká Lípa - Dubice)[5]
- VI JSDH Crystalex CZ, s.r.o. (Nový Bor)[6]
- VI JSDH Narex, s.r.o. (Česká Lípa - Dubice)  (zrušeno v roce 2006)[7]